# Вориор (Алабама)
Вориор (енгл. Warrior) град је у америчкој савезној држави Алабама. По попису становништва из 2010. у њему је живело 3.176 становника.

## Демографија
Према попису становништва из 2010. у граду је живело 3.176 становника, што је 7 (0,2%) становника више него 2000. године.
| Група             | 2000.         | 2010.         |
| Белци             | 2.629 (83,0%) | 2.626 (82,7%) |
| Афроамериканци    | 488 (15,4%)   | 451 (14,2%)   |
| Азијати           | 5 (0,2%)      | 14 (0,4%)     |
| Хиспаноамериканци | 10 (0,3%)     | 25 (0,8%)     |
| Укупно            | 3.169         | 3.176         |